# Suzuki V-Strom 1000

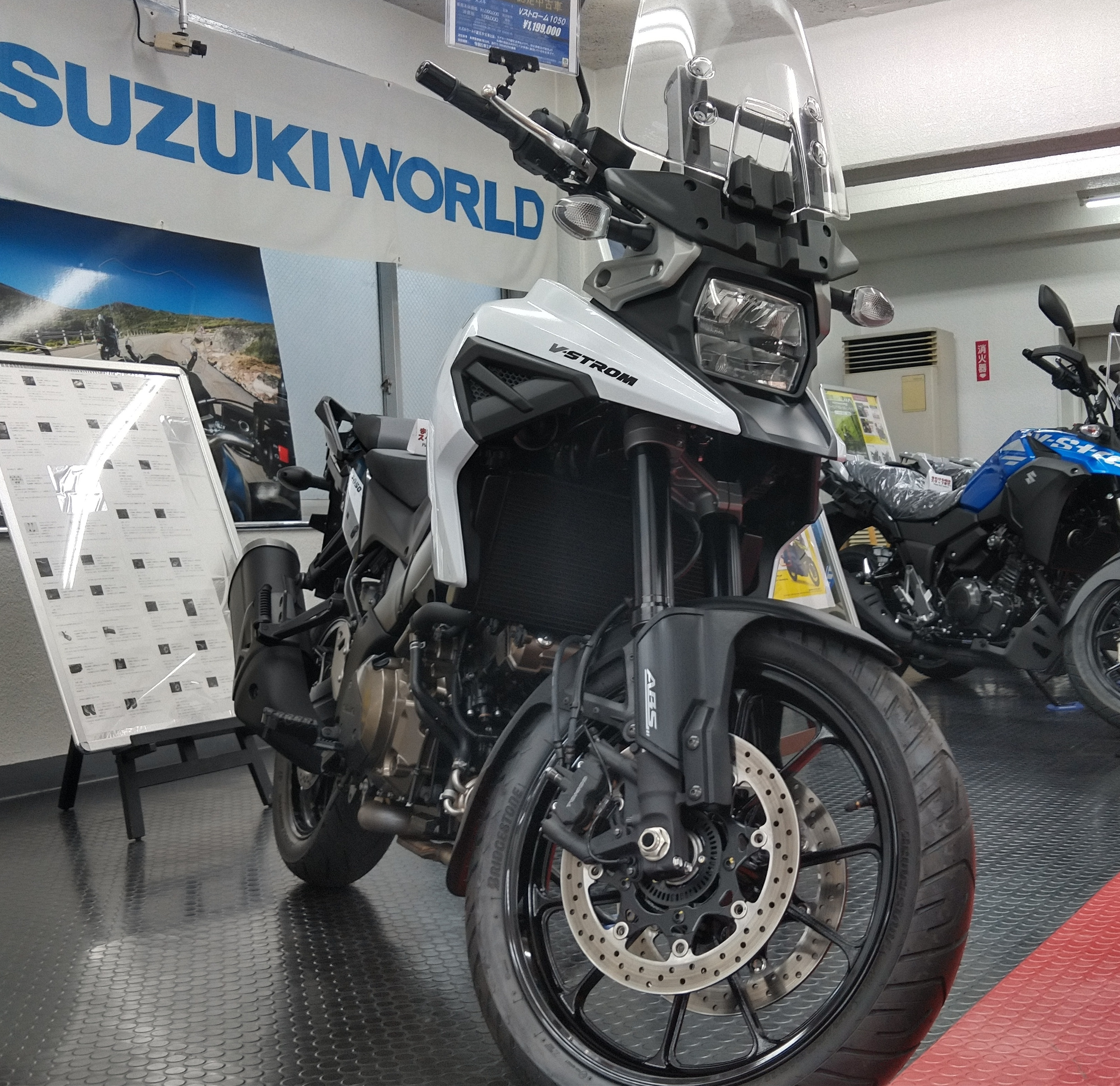
Suzuki V-Strom 1050, seit 2020

Die Suzuki V-Strom 1000 ist ein Motorrad  des japanischen Fahrzeugherstellers Suzuki und folgt der bis 2007 gebauten DL1000 V-Strom nach. Da Suzuki in der Folgezeit im Gegensatz zu anderen Motorradherstellern kein adäquates Modell bei großvolumigen Enduromotorrädern anbieten konnte, präsentierte man auf der Intermot Ende 2012 zunächst ein fast serienreifes Konzeptmodell der V-Strom 1000. Die Reiseenduro (offiziell V-Strom 1000 ABS) wurde am 24. September 2013 während des 24-Stunden-Motorradrennen von Le Mans neben der Rennstrecke präsentiert und wird in Hamamatsu gefertigt. Für das Modelljahr 2017 wurde die große V-Strom optisch und technisch überarbeitet.
Zudem wurde eine XT-Variante eingeführt, die über Drahtspeichenräder und einen veränderten Lenker verfügt.
Von der Einführung der 1000 V-Strom im Jahr 2002 bis 2017 wurden 250.000 Maschinen weltweit verkauft.
Zum Modelljahr 2020 erfolgten technische Änderungen am Motor (u. a. Ride-by-Wire, drei Fahrmodi A, B, C, Abgasnorm Euro 5) und der Sensorik (sogenannte 6-Achsen-IMU), so dass sich Suzuki entschloss auch die Verkaufsbezeichnung zu ändern und nun als V-Strom 1050 anzubieten.

## Bauweise

### Antrieb
Der V2-Motor aus dem Vorgängermodell wurde komplett überarbeitet. Die Zylinderbohrung wurde um 2 mm vergrößert, das Kolbengewicht reduziert, die Zylinder mit jeweils zwei Zündkerzen ausgestattet und die Einspritzanlage optimiert. Der neue Flüssigkeitskühler arbeitet effizienter, so dass ein Ölkühler nicht mehr notwendig ist. Das Sechsganggetriebe verfügt über ein spezielles Kupplungssystem, das die Gangwechsel deutlich sanfter ausführen lässt. Das Auspuffsystem unterstützt über eine komplexe Abgasführung mit einer variablen Klappe die Leistungsabgabe und entlässt die Abgase über einen einzelnen Endschalldämpfer. Eine abschaltbare Traktionskontrolle mit drei Modi (Regen/Normal/Aus) ist ebenfalls in der Ausstattung dabei.
Mitte 2015 wurde die Motorelektronik (sog. Motormapping des Steuergerätes) überarbeitet, nachdem Eigentümer Leistungseinbußen in einem bestimmten Fahrzustand reklamierten.
Das Motorrad beschleunigt in 4,0 Sekunden von 0 auf 100 km/h und erreicht eine Höchstgeschwindigkeit von 205 km/h.
Für 2017 wurde Motor und Auspuffsystem an die Euro4 Norm angepasst, dabei wurde marginal die Leistung gesteigert (< 1 kW, nun 101 PS statt vorher 100). Wie bei der SV650/ 650 V-Strom erhielt der Motor ein elektronisches Zusatzprogramm, das die Motordrehzahl beim Anfahren leicht anhebt.

### Fahrwerk
Die Federelemente sind in Zug- und Druckstufe verstellbar, das Heckfederbein zusätzlich noch in der Vorspannung. Mit der Bereifung 110/80-19 vorne und 150/70-17 hinten wurde ein Kompromiss für den Straßen- und Geländebetrieb gefunden. Die 10-Speichen Räder sorgen für weniger ungefederte Massen, was durch die Upside-Down-Gabel unterstützt wird. Der in Druckgusstechnik gefertigte Aluminium-Rahmen wurde gegenüber dem Vorgängermodell für weitere Gewichtsersparnis ausgelegt. Die Vorderradbremssättel sind radial verschraubt, eine Technologie, die üblicherweise bei sportlichen Straßenmotorrädern verbaut wird. Ab 2017 verfügt das Bremssystem über ein Antiblockiersystem, das auch in Schräglage funktioniert. Das System aktiviert zusätzlich die Hinterradbremse, falls an der Vorderachse zu starke Bremskräfte entstehen. Somit wird die Stabilität des Motorrads bei kritischen Bremsmanövern verbessert. Das Leergewicht steigt auf 232 kg an.
Obwohl mit 2 Fahrassistenzsystemen wie Antiblockiersystem und Antriebsschlupfregelung ausgestattet, wurde darauf geachtet, das Gewicht relativ niedrig zu halten.

### Sonstiges
Die Instrumente sind als Analog/Digital-Mix ausgeführt. Neben analoger Drehzahlanzeige sind Geschwindigkeitsanzeige, Ganganzeige, Fahrmodus und weitere Informationen als LC-Display ausgeführt. Ein Bordcomputer informiert über Verbrauch, Reichweite und Batteriespannung und wird über eine Schaltereinheit am Lenker angesteuert. Das Windschild ist in der Höhe und Neigung verstellbar.
Serienmäßig ist nun auch eine Bordsteckdose, um z. B. Navigationsgerät oder Ladekabel für Mobiltelefone anzuschließen.

## Farben
- Rot-Grau (Candy Daring Red)
- Schwarz-Grau (Glass Sparkle Black)
- Khaki-Grau (Glass Desert Khaki) bis 2015
- Silber-Grau ab 2016
- Weiß-Grau (Glacier White) bis 2016
- Grau ab 2016
- Gelb-Schwarz (Champion Yellow) ab 2017

## Marktpositionierung
Das Motorrad ist für das Segment der Reise-Enduros mit über 1000 cm³ positioniert, wobei Suzuki bei der Einführung des Modells ganz gezielt mit Leistung und Gewicht unterhalb der meisten Mitbewerber in dieser Klasse blieb. Damit verfolgte der Hersteller eine ähnliche Strategie wie bei der DL650 V-Strom, die in der Klasse der Enduros bis 800 cm³ sehr erfolgreich ist. In den Folgejahren stellten andere Hersteller wie z. B. KTM mit der Adventure 1050 oder Honda mit der CRF 1000L vergleichbare Konzepte vor.

## Kritiken
„Wie bisher rollt die V-Strom vorne auf 19- und hinten auf 17-Zoll-Alufelgen, statt Bridgestone Trail Wing kommen nun straßenorientierte Battlewing-Reifen zum Einsatz. Gelände steht also nicht im Roadbook. Die neue Tausender will ein Straßenfeger sein, mit Triumph Tiger oder Kawa Versys als Nebenbuhler.“

„Mit 228,5 Kilogramm ist sie im Vergleich zu einigen großen Gegnern, die bis zu einem Zentner mehr auf die Waage bringen, die bloße Magersucht. Sie bewegt sich damit eher in einer Liga mit den 800ern, einer Klasse, die sich in den vergangenen Jahren als Kontrapunkt zum schneller, höher, schwerer der Großenduros herausgebildeten konnte. Denen gegenüber hat sie einen entscheidenden Vorteil: ihren Hubraum.“

„Unterm Strich herrschte äußerste Zufriedenheit unter den Fahrern. Flott, kommod und zuverlässig konnte sie also, die ‚Suzi‘. Nur Fahrer und Betrachter emotional gefangen nehmen, eher nicht. So ist das halt mit Arbeitstieren.“